# ＃コロッケそば
＃コロッケそばは、2021年に誕生したアイドルユニット。コロッケそばをハッシュタグで世界に発信することにちなむ。所属レーベルはおちゃめぽけっと。

## メンバー
- ましころちゃん（ましましゅろん）
- もかそばちゃん（アイドルのいる生活 もか）

## 略歴
2021年
- 12月17日、東京神田明神ホールにてお披露目。チケット完売。

2022年
- 4月28日、1st配信シングル『Greetings!!』と『UltraRelaxxx!!』を2作同時発売。
- 6月10日、上野恩賜公園にて開催された「フィリピンエキスポ2022in東京」に参加。

## 作品

### シングル
1st Single